# Māris Liniņš
Māris Liniņš (n. 20 aprilie 1963, Lubāna⁠(d), Madona Municipality⁠(d), Letonia – d. 9 iunie 2004, Riga, Letonia) a fost un actor leton de teatru și film.

## Biografie
S-a născut pe 20 aprilie 1963 în orașul Lubāna⁠(d), unde și-a petrecut copilăria și primii ani de școală. A urmat studii de inginerie mecanică la Universitatea de Agricultură a Letoniei⁠(d) (1982–1987) și a lucrat o perioadă ca inginer de echipamente de ventilație în orașul Jelgava. La vârsta de 30 de ani a abandonat profesia de inginer și a urmat studii de actorie de teatru la Academia Letonă de Cultură⁠(d) (1993–1996). După absolvirea acestor ultime studii a fost angajat ca actor la Teatrul Nou din Riga, unde a jucat din 1997 până în 2004. A jucat rolurile principale în dramatizarea romanului Tunelul al lui Ernesto Sábato (1997) și în piesa Stāsts par Kasparu Hauzeru al Karolei Dīra (2002), fiind nominalizat pentru ultimul dintre ele la premiul Spēlmaņu nakts⁠(d) pentru „cel mai bun actor al anului⁠(d)”.
Pe scena Teatrului Nou din Riga a interpretat, de asemenea, roluri importante precum Rūdis (Skroderdienas Silmachos de R. Blaumanis, 1998), căpitanul Brice („Arcadia” de T. Stoppard, 1998), Karl (Suferințele tânărului Werther de J.W. Goethe, 1999), supraveghetorul Radion (Invitație la eșafod de Vladimir Nabokov, 2000), Ordulfo (Momo) (Henric al IV-lea de L. Pirandello, 2000), Rudolph (Jaunākā brāļa vasara de Gunārs Priede⁠(d), 2001), Luka Lukici Hlopov (Revizorul de N. Gogol, 2002).
A pus în scenă, în calitate de regizor, piesa Teroarea și mizeriile celui de-al treilea Reich a lui Bertolt Brecht în 1996 și dramatizarea romanului Vinul de păpădie⁠(d) (1957) al lui Ray Bradbury în 1997 la Teatrul Dramatic din Valmiera⁠(d). În plus, a interpretat roluri în câteva filme: Ērglis (1995), Jaunā Vertera lielās ciešanas (1995, rolul Werther), Nediena. Dzīve nr.2 (scurtmetraj, 1997, rolul mirelui) și Slikta vieta (scurtmetraj, 2001), precum și în serialul de televiziune Seko man (1999).
Ultimii doi ani ai carierei sale au fost cei mai fructuoși, prilejuindu-i mari realizări actoricești. Avea o fire solitară și retrasă, de aceea, fără ca apropiații săi să știe, a luptat în acea perioadă cu o tumoare. A fost operat pentru prima dată de cancer stomacal în vara anului 2002, iar o jumătate de an mai târziu i s-a făcut rău pe scenă în timpul unui spectacol. Tumoarea se răspândise în restul corpului, așa că a fost internat la Centrul de Oncologie din Riga, dar a fost prea târziu pentru ca starea lui de sănătatate să se mai amelioreze.
Māris Liniņš a murit în 9 iunie 2004, la vârsta de 41 de ani, în urma unei boli grele. A fost înmormântat în orașul natal. Într-un necrolog, directorul artistic al Teatrului Nou din Riga, regizorul Alvis Hermanis⁠(d), a scris că Māris Liniņš a fost un om și un actor unic, „mai ales în vremurile noastre, când toată lumea este la fel și toți seamănă unul cu altul, este atât de neobișnuit să întâlnim o persoană care este complet diferită de ceilalți”, și că s-a dovedit pe scenă un actor care „nu simulează și imită viața, așa cum se obișnuiește, ci își trăiește propria sa poveste – unică și irepetabilă”.

## Activitatea teatrală (selecție)
- Rūdolfs Blaumanis: Skroderdienas Silmachos — Rūdis
- Karola Dīra: Stāsts par Kasparu Hauzeru — Kaspar Hauser
- Feodor Dostoievski: Idiotul — generalul Ivan Fiodorovici Epancin, tatăl Aglaiei
- J.W. Goethe: Suferințele tânărului Werther — Karl
- Nikolai Gogol: Revizorul — Luka Lukici Hlopov
- Vladimir Nabokov: Invitație la eșafod — supraveghetorul Radion
- Luigi Pirandello: Henric al IV-lea — Ordulfo (Momo)
- Gunārs Priede⁠(d): Jaunākā brāļa vasara — Rudolph
- Ernesto Sábato: Tunelul — Juan Pablo Castel
- Tom Stoppard: Arcadia — căpitanul Brice